# FIVB World Tour 2003
De FIVB World Tour 2003 vond plaats tussen juni en oktober 2003. De vijftiende editie van de mondiale beachvolleybalcompetitie bestond in totaal uit 22 toernooien, waaronder de wereldkampioenschappen, en deed veertien steden aan. Bij de mannen won het Braziliaanse duo Emanuel Rego en Ricardo Santos het eindklassement en bij de vrouwen ging de titel naar het eveneens Braziliaanse duo Ana Paula Connelly en Sandra Pires. 

## Kalender
| Plaats         | Categorie              | Geslacht | Datum                     | Prijzengeld |
| -------------- | ---------------------- | -------- | ------------------------- | ----------- |
| Rhodos         | Open                   | mannen   | 4 – 8 juni 2003           | $150.000    |
| Rhodos         | Open                   | vrouwen  | 11 – 15 juni 2003         | $150.000    |
| Gstaad         | Open                   | mannen   | 18 – 22 juni 2003         | $150.000    |
| Gstaad         | Open                   | vrouwen  | 17 – 21 juni 2003         | $150.000    |
| Berlijn        | Grand Slam             | mannen   | 25 – 29 juni 2003         | $300.000    |
| Berlijn        | Grand Slam             | vrouwen  | 24 – 28 juni 2003         | $300.000    |
| Stavanger      | Open                   | mannen   | 2 – 6 juli 2003           | $150.000    |
| Stavanger      | Open                   | vrouwen  | 1 – 5 juli 2003           | $150.000    |
| Marseille      | Grand Slam             | mannen   | 16 – 20 juli 2003         | $270.000    |
| Marseille      | Grand Slam             | vrouwen  | 15 – 20 juli 2003         | $270.000    |
| Espinho        | Open                   | mannen   | 23 – 27 juli 2003         | $150.000    |
| Klagenfurt     | Grand Slam             | mannen   | 31 juli – 3 augustus 2003 | $260.000    |
| Klagenfurt     | Grand Slam             | vrouwen  | 30 juli – 2 augustus 2003 | $260.000    |
| Osaka          | Open                   | vrouwen  | 6 – 10 augustus 2003      | $150.000    |
| Lianyungang    | Open                   | vrouwen  | 13 – 17 augustus 2003     | $150.000    |
| Bali           | Open                   | vrouwen  | 22 – 24 augustus 2003     | $150.000    |
| Mallorca       | Open                   | mannen   | 3 – 7 september 2003      | $150.000    |
| Milaan         | Open                   | vrouwen  | 3 – 7 september 2003      | $150.000    |
| Los Angeles    | Grand Slam             | mannen   | 18 – 21 september 2003    | $300.000    |
| Los Angeles    | Grand Slam             | vrouwen  | 18 – 21 september 2003    | $300.000    |
| Rio de Janeiro | Wereldkampioenschappen | mannen   | 14 – 19 oktober 2003      | $404.500    |
| Rio de Janeiro | Wereldkampioenschappen | vrouwen  | 7 – 12 oktober 2003       | $404.500    |

## Resultaten

### Rhodos Open
Van 4 tot en met 8 juni en van 11 tot en met 15 juni 2003
| Mannen | Mannen                            |
| Rang   | Team                              |
| ------ | --------------------------------- |
| 1      | Dain Blanton / Jeff Nygaard       |
| 2      | Márcio Araújo / Benjamin Insfran  |
| 3      | Nik Berger / Clemens Doppler      |
| 4      | John Child / Mark Heese           |
| 5      | Martin Laciga / Paul Laciga       |
| 5      | Harley Marques / Franco Neto      |
| 5      | Vegard Høidalen / Jørre Kjemperud |
| 5      | Markus Egger / Sascha Heyer       |

| Vrouwen | Vrouwen                                     |
| Rang    | Team                                        |
| ------- | ------------------------------------------- |
| 1       | Ana Paula Connelly / Sandra Pires           |
| 2       | Adriana Behar / Shelda Bede                 |
| 3       | Misty May / Kerri Walsh                     |
| 4       | Dalixia Fernández / Tamara Larrea           |
| 5       | Leila Barros / Mônica Rodrigues             |
| 5       | Vasso Karadassiou / Effrosyni Sfyri         |
| 5       | Ji Linjun / Wang Jie                        |
| 5       | Vasiliki Arvaniti / Efthalia Koutroumanidou |

### Gstaad Open
Van 17 tot en met 22 juni 2003
| Mannen | Mannen                              |
| Rang   | Team                                |
| ------ | ----------------------------------- |
| 1      | Márcio Araújo / Benjamin Insfran    |
| 2      | Markus Dieckmann / Jonas Reckermann |
| 3      | Patrick Heuscher / Stefan Kobel     |
| 4      | Nik Berger / Clemens Doppler        |
| 5      | Martin Laciga / Paul Laciga         |
| 5      | Mariano Baracetti / Martín Conde    |
| 5      | Markus Egger / Sascha Heyer         |
| 5      | Francisco Álvarez / Juan Rossell    |

| Vrouwen | Vrouwen                             |
| Rang    | Team                                |
| ------- | ----------------------------------- |
| 1       | Misty May / Kerri Walsh             |
| 2       | Ana Paula Connelly / Sandra Pires   |
| 3       | Adriana Behar / Shelda Bede         |
| 4       | Annett Davis / Jenny Jordan         |
| 5       | Alexandra Fonseca / Tatiana Minello |
| 5       | Rebekka Kadijk / Marrit Leenstra    |
| 5       | Eva Celbová / Soňa Nováková         |
| 5       | Dianne DeNecochea / Nancy Reynolds  |

### Grand Slam Berlijn
Van 24 tot en met 29 juni 2003
| Mannen | Mannen                              |
| Rang   | Team                                |
| ------ | ----------------------------------- |
| 1      | Harley Marques / Franco Neto        |
| 2      | Mariano Baracetti / Martín Conde    |
| 3      | Emanuel Rego / Ricardo Santos       |
| 4      | Markus Dieckmann / Jonas Reckermann |
| 5      | Márcio Araújo / Benjamin Insfran    |
| 5      | Martin Laciga / Paul Laciga         |
| 5      | Vegard Høidalen / Jørre Kjemperud   |
| 5      | Eric Fonoimoana / Dax Holdren       |

| Vrouwen | Vrouwen                             |
| Rang    | Team                                |
| ------- | ----------------------------------- |
| 1       | Ana Paula Connelly / Sandra Pires   |
| 2       | Holly McPeak / Elaine Youngs        |
| 3       | Adriana Behar / Shelda Bede         |
| 4       | Misty May / Kerri Walsh             |
| 5       | Annett Davis / Jenny Jordan         |
| 5       | Alexandra Fonseca / Tatiana Minello |
| 5       | Rebekka Kadijk / Marrit Leenstra    |
| 5       | Stephanie Pohl / Okka Rau           |

### Stavanger Open
Van 1 tot en met 6 juli 2003
| Mannen | Mannen                              |
| Rang   | Team                                |
| ------ | ----------------------------------- |
| 1      | Emanuel Rego / Ricardo Santos       |
| 2      | Mariano Baracetti / Martín Conde    |
| 3      | Julien Prosser / Lee Zahner         |
| 4      | Jefferson Bellaguarda / Juca Dultra |
| 5      | Martin Laciga / Paul Laciga         |
| 5      | Harley Marques / Franco Neto        |
| 5      | Stein Metzger / Kevin Wong          |
| 5      | Patrick Heuscher / Stefan Kobel     |

| Vrouwen | Vrouwen                           |
| Rang    | Team                              |
| ------- | --------------------------------- |
| 1       | Ana Paula Connelly / Sandra Pires |
| 2       | Misty May / Kerri Walsh           |
| 3       | Adriana Behar / Shelda Bede       |
| 4       | Holly McPeak / Elaine Youngs      |
| 5       | Tian Jia / Wang Fei               |
| 5       | Natalie Cook / Nicole Sanderson   |
| 5       | Dalixia Fernández / Tamara Larrea |
| 5       | Kylie Gerlic / Summer Lochowicz   |

### Grand Slam Marseille
Van 15 tot en met 20 juli 2003
| Mannen | Mannen                                     |
| Rang   | Team                                       |
| ------ | ------------------------------------------ |
| 1      | Emanuel Rego / Ricardo Santos              |
| 2      | Martin Laciga / Paul Laciga                |
| 3      | Dain Blanton / Jeff Nygaard                |
| 4      | Christoph Dieckmann / Andreas Scheuerpflug |
| 5      | Vegard Høidalen / Jørre Kjemperud          |
| 5      | Markus Dieckmann / Jonas Reckermann        |
| 5      | Patrick Heuscher / Stefan Kobel            |
| 5      | João Brenha / Miguel Maia                  |

| Vrouwen | Vrouwen                           |
| Rang    | Team                              |
| ------- | --------------------------------- |
| 1       | Misty May / Kerri Walsh           |
| 2       | Ana Paula Connelly / Sandra Pires |
| 3       | Adriana Behar / Shelda Bede       |
| 4       | Natalie Cook / Nicole Sanderson   |
| 5       | Annett Davis / Jenny Jordan       |
| 5       | Eva Celbová / Soňa Nováková       |
| 5       | Tian Jia / Wang Fei               |
| 5       | Stephanie Pohl / Okka Rau         |

### Espinho Open
Van 23 tot en met 27 juli 2003
| Mannen | Mannen                            |
| Rang   | Team                              |
| ------ | --------------------------------- |
| 1      | Emanuel Rego / Ricardo Santos     |
| 2      | Vegard Høidalen / Jørre Kjemperud |
| 3      | Andrew Schacht / Joshua Slack     |
| 4      | Márcio Araújo / Benjamin Insfran  |
| 5      | Martin Laciga / Paul Laciga       |
| 5      | Markus Egger / Sascha Heyer       |
| 5      | Todd Rogers / Sean Scott          |
| 5      | Stéphane Canet / Mathieu Hamel    |

### Grand Slam Klagenfurt
Van 30 juli tot en met 3 augustus 2003
| Mannen | Mannen                              |
| Rang   | Team                                |
| ------ | ----------------------------------- |
| 1      | Márcio Araújo / Benjamin Insfran    |
| 2      | Stein Metzger / Kevin Wong          |
| 3      | Patrick Heuscher / Stefan Kobel     |
| 4      | Dain Blanton / Jeff Nygaard         |
| 5      | Emanuel Rego / Ricardo Santos       |
| 5      | Markus Dieckmann / Jonas Reckermann |
| 5      | Nik Berger / Clemens Doppler        |
| 5      | Markus Egger / Sascha Heyer         |

| Vrouwen | Vrouwen                             |
| Rang    | Team                                |
| ------- | ----------------------------------- |
| 1       | Misty May / Kerri Walsh             |
| 2       | Ana Paula Connelly / Sandra Pires   |
| 3       | Adriana Behar / Shelda Bede         |
| 4       | Holly McPeak / Elaine Youngs        |
| 5       | Annett Davis / Jenny Jordan         |
| 5       | Eva Celbová / Soňa Nováková         |
| 5       | Andrea Ahmann / Jana Vollmer        |
| 5       | Vasso Karadassiou / Effrosyni Sfyri |

### Osaka Open
Van 6 tot en met 10 augustus 2003
| Vrouwen | Vrouwen                                 |
| Rang    | Team                                    |
| ------- | --------------------------------------- |
| 1       | Ana Paula Connelly / Sandra Pires       |
| 2       | Adriana Behar / Shelda Bede             |
| 3       | Natalie Cook / Nicole Sanderson         |
| 4       | Alexandra Fonseca / Tatiana Minello     |
| 5       | Leila Barros / Mônica Rodrigues         |
| 5       | Simone Kuhn / Nicole Schnyder-Benoit    |
| 5       | Vasso Karadassiou / Effrosyni Sfyri     |
| 5       | Katerina Nikolaidou / Maria Tsiartsiani |

### Lianyungang Open
Van 13 tot en met 17 augustus 2003
| Vrouwen | Vrouwen                              |
| Rang    | Team                                 |
| ------- | ------------------------------------ |
| 1       | Rebekka Kadijk / Marrit Leenstra     |
| 2       | Susanne Lahme / Danja Müsch          |
| 3       | Natalie Cook / Nicole Sanderson      |
| 4       | Simone Kuhn / Nicole Schnyder-Benoit |
| 5       | Tian Jia / Wang Fei                  |
| 5       | Angela Clarke / Kerri Pottharst      |
| 5       | Vasso Karadassiou / Effrosyni Sfyri  |
| 5       | Guylaine Dumont / Annie Martin       |

### Bali Open
Van 22 tot en met 24 augustus 2003
| Vrouwen | Vrouwen                           |
| Rang    | Team                              |
| ------- | --------------------------------- |
| 1       | Tian Jia / Wang Fei               |
| 2       | Dalixia Fernández / Tamara Larrea |
| 3       | Eva Celbová / Soňa Nováková       |
| 4       | Wang Lu / You Wenhui              |
| 5       | Angela Clarke / Kerri Pottharst   |
| 5       | Mayra García / Hilda Gaxiola      |
| 5       | Milagros Crespo / Imara Ribalta   |
| 5       | Kylie Gerlic / Summer Lochowicz   |

### Mallorca Open
Van 3 tot en met 7 september 2003
| Mannen | Mannen                                     |
| Rang   | Team                                       |
| ------ | ------------------------------------------ |
| 1      | Márcio Araújo / Benjamin Insfran           |
| 2      | Markus Dieckmann / Jonas Reckermann        |
| 3      | Mariano Baracetti / Martín Conde           |
| 4      | Harley Marques / Franco Neto               |
| 5      | Emanuel Rego / Ricardo Santos              |
| 5      | Martin Laciga / Paul Laciga                |
| 5      | Christoph Dieckmann / Andreas Scheuerpflug |
| 5      | Andrew Schacht / Joshua Slack              |

### Milaan Open
Van 3 tot en met 7 november 2003
| Vrouwen | Vrouwen                              |
| Rang    | Team                                 |
| ------- | ------------------------------------ |
| 1       | Tian Jia / Wang Fei                  |
| 2       | Adriana Behar / Shelda Bede          |
| 3       | Dianne DeNecochea / Nancy Reynolds   |
| 4       | Rebekka Kadijk / Marrit Leenstra     |
| 5       | Susanne Lahme / Danja Müsch          |
| 5       | Daniela Gattelli / Lucilla Perrotta  |
| 5       | Simone Kuhn / Nicole Schnyder-Benoit |
| 5       | Ethel-Julie Arjona / Virginie Kadjo  |

### Grand Slam Los Angeles
Van 18 tot en met 21 september 2003
| Mannen | Mannen                              |
| Rang   | Team                                |
| ------ | ----------------------------------- |
| 1      | Emanuel Rego / Ricardo Santos       |
| 2      | Markus Egger / Sascha Heyer         |
| 3      | Canyon Ceman / Mike Whitmarsh       |
| 4      | Nik Berger / Clemens Doppler        |
| 5      | Márcio Araújo / Benjamin Insfran    |
| 5      | Markus Dieckmann / Jonas Reckermann |
| 5      | Martin Laciga / Paul Laciga         |
| 5      | Dax Holdren / Stein Metzger         |

| Vrouwen | Vrouwen                                     |
| Rang    | Team                                        |
| ------- | ------------------------------------------- |
| 1       | Misty May / Kerri Walsh                     |
| 2       | Ana Paula Connelly / Sandra Pires           |
| 3       | Natalie Cook / Nicole Sanderson             |
| 4       | Tian Jia / Wang Fei                         |
| 5       | Annett Davis / Jenny Jordan                 |
| 5       | Stephanie Pohl / Okka Rau                   |
| 5       | Lisa Arce / Rachel Wacholder                |
| 5       | Vasiliki Arvaniti / Efthalia Koutroumanidou |

### Wereldkampioenschappen Rio de Janeiro
Van 7 tot en met 12 en van 14 tot en met 19 oktober 2003
| Mannen | Mannen                           |
| Rang   | Team                             |
| ------ | -------------------------------- |
| 1      | Emanuel Rego / Ricardo Santos    |
| 2      | Dax Holdren / Stein Metzger      |
| 3      | Márcio Araújo / Benjamin Insfran |
| 4      | João Brenha / Miguel Maia        |
| 5      | Martin Laciga / Paul Laciga      |
| 5      | Patrick Heuscher / Stefan Kobel  |
| 5      | Dain Blanton / Jeff Nygaard      |
| 5      | Pedro Brazão / Fred Souza        |

| Vrouwen | Vrouwen                              |
| Rang    | Team                                 |
| ------- | ------------------------------------ |
| 1       | Misty May / Kerri Walsh              |
| 2       | Adriana Behar / Shelda Bede          |
| 3       | Natalie Cook / Nicole Sanderson      |
| 4       | Annett Davis / Jenny Jordan          |
| 5       | Ana Paula Connelly / Sandra Pires    |
| 5       | Holly McPeak / Elaine Youngs         |
| 5       | Simone Kuhn / Nicole Schnyder-Benoit |
| 5       | Shaylyn Bede / Renata Ribeiro        |

## Prijzen
| Winnaar FIVB World Tour       | Winnaar FIVB World Tour           |
| Mannen                        | Vrouwen                           |
| ----------------------------- | --------------------------------- |
| Emanuel Rego / Ricardo Santos | Ana Paula Connelly / Sandra Pires |